# Monsieur Nounou
Pour plus de détails, voir Fiche technique et Distribution.
Monsieur Nounou (Mr. Nanny) est une comédie américaine réalisée par Michael Gottlieb, sortie en 1993.

## Synopsis
Sean Armstrong, catcheur à la retraite, est contacté par son ancien manager qui lui propose de servir de garde du corps à deux petits diables, Alex et Kate Mason, dont le jeu favori consiste à décourager leurs gouvernantes.

## Fiche technique
- Titre français : Monsieur Nounou
- Titre original : Mr. Nanny
- Réalisation : Michael Gottlieb
- Scénario : Edward Rugoff & Michael Gottlieb
- Musique : Brian Koonin & David Johansen
- Photographie : Peter Stein
- Montage : Earl Ghaffari & Michael Ripps
- Production : Robert Engelman
- Société de production : New Line Cinema
- Société de distribution :New Line Cinema, Metropolitan Filmexport, Alliance Vivafilm et Alliance Vivafilm Vidéo
- Pays :  États-Unis
- Langue : Anglais
- Format : Couleur - Dolby - Arriflex Camera and Lenses - 35 mm - 1.85:1
- Genre : Comédie
- Durée : 84 min
- Public : Tous

## Distribution
Légende : Version Québécoise = VQ
- Hulk Hogan (VF : Michel Vigné; VQ : Victor Désy) : Sean Armstrong
- Sherman Hemsley (VF : Sady Rebbot; VQ : Jean-Marie Moncelet) : Burt Wilson
- David Johansen (VF : Patrick Messe ; VQ : Hubert Gagnon) : Tommy Thanatos
- Austin Pendleton (VF : Gérard Surugue ; VQ : Sébastien Dhavernas) : Alex Mason, Sr.
- Robert Hy Gorman (VQ : Sébastien Thouny) : Alex Mason, Jr.
- Madeline Zima (VQ : Kim Jalabert) : Kate Mason
- Mother Love (VF : Élisabeth Wiener ; VQ : Arlette Sanders) : Corinne
- Raymond O'Connor (VF : Michel Modo ; VQ : Luis de Cespedes) : Frank Olsen
- Peter Kent (VQ : Jean Galtier) : Wolfgang